# 職員室
職員室（しょくいんしつ）は、1997年7月4日から9月19日まで、毎週金曜日21:00 - 21:54にTBS系で放送された日本のテレビドラマ。全12回。

## あらすじと概要
元教員でトラックドライバーの葉子は、かつての恋人・津田からの訪問と依頼を機に中学校へ赴任。しかし「ここ数年で指導難関校から改善された」とされていた中学校内では、恐怖政治的な指導が蔓延。一見して良い子のように見える生徒達は屈折した裏の顔を持ち、凶悪かつ陰湿ないじめが横行していた。援助交際、セクハラ、体罰、登校拒否など、学校を取り巻く問題に直面した葉子だが、とまどいながらも正面から向き合い、解決の道を探っていく。
当時インターネットは普及率1割弱、携帯電話は5割弱と、それぞれ発展途上であった時代だが、第8話では「想い」を相手に伝える手段と心の持ち方を、会話、手紙の他、パソコン通信、ポケベルといった当時、ティーンたちの間で旬であった通信方法を題材としつつ描くなど、毎回異なったテーマ、視点から「学校の現状」「子供たちの今」を取り上げていた。
また本作は、番組プロデューサーの堀川とんこうが、TBS在職中に手がけた最後のテレビドラマである（この翌年に同局を定年退職）。

## 登場人物

### 区立江戸川南中学校教職員
- 矢崎葉子：浅野温子

独身。数学科担当。大学卒業後に中学校の教員となるが、生徒とのトラブルを理由に辞職。長距離トラックのドライバーに転職していた。代理教員として江戸川南中学校へ赴任し、3年2組の副担任を命じられる。複数の生徒から共謀するような形で陥れられたという過去の心の傷から、「生徒は悪魔」という持論を抱いていたが、クールな面と同時に面倒見の良い性格もあり、旅立ちを希望する生徒の世話をトラック仲間に依頼する等、何かと生徒の力になろうとする。しかし予想以上の困難に遭遇した末、終盤で津田と共にクラス担任を外される。立て籠もり事件の直後に生徒からは歩み寄りを受けるが、自らの意志で教育現場に見切りを付け、再びトラックドライバーへと戻ってゆく。
- 津田雅史：仲村トオル

過去に葉子とは恋人同士の関係を持っていたが、諸事情から破局後にゆきと結婚（子供がいる）。同僚の退職に伴って葉子を代理教員に推薦した。「誠意を持って話し合えば、必ず理解し合える」を持論とするなど、理想主義的な面を理由に周囲から孤立気味となったほか、学級崩壊・パワーハラスメントによってノイローゼに近い状態になっていた。3年2組の担任だが、私服登校を認めた事からトラブルが発生。クラス担任を外された事もある。
- 林徹也：益岡徹

教務主任。教頭の手先として暗躍。生徒に対して調査書などを持ち出して脅しを掛けることが多い。
- 本田江津子：水野美紀

セクシーな容姿と雰囲気を持つ。生徒らによるセクハラのターゲットにされるも、あっけらかんと許したりする等、前向きで明るい性格。数少ない津田と葉子の味方。
- 今井香代：田岡美也子

養護教諭。保健室学習の生徒達を受け入れているが、持ち物検査と称して押し掛けて来た生徒のいじめから守り切れずに悩んだ。
- 並木みどり：山下容莉枝

厳格な指導の一翼を担う。家庭を持つ身だが、林と不倫関係にある。
- 曽根達夫：松澤一之

神田からさまざまな嫌がらせを受けている。生徒のいじめを見て見ぬ振りをするのに加え、その手口を葉子に話して聞かせたことがある。
- 久保尚子：那須佐代子

試験時と普段の成績に落差がある勇次を一方的に詰問。全体的に冷淡・陰湿・意固地な言動が多く、女教員の中では最も悪辣な性格。
- 早瀬啓一：信実一徳
- 菊地則雄：小日向文世

林に迎合することが多い。プライベートでは文筆などを嗜み、直木賞を目指しているが、本田をモデルにポルノまがいのストーリーを執筆した事が生徒に知られかかってしまう。担当は社会科。
- 神田隆志：山本龍二

粗暴・陰湿な性格で体罰と称し、率先して暴力を振るったり、嫌がらせをする為、同僚と生徒から恐れられている。葉子に酔って絡み、返り討ちに遭ったことがある。担任を外された津田と葉子の代理をしていたが、現金盗難・給食への異物混入を3年2組の仕業と決めつけ、生徒の怒りを爆発させる。担当は体育。
- 植竹慎一：松井範雄

優柔不断な言動と同時に、のんびりした一面もあり、意地の悪さは見られず、林・神田らのおこなう嫌がらせに荷担することもなかった。本田に片想いをしており、彼女へのセクハラをした菊池に腹を立てたり、襲撃した生徒を自分なりの手段で撃退している。担当は美術。
- 関本校長：加賀谷純一

優柔不断な性格で教頭に頭があがらない。表面的な部分に騙されてしまうことも多い。
- 杉浦教頭：野際陽子

問題の多かった中学校の改善と称し、数年前から先頭を切って厳格な指導を続けてきた。生徒に対しての評価は「絶対評価のみで教員の個人的主観は不要」という主義。冷酷無比な性格で、当初は津田を追放する為に葉子を利用しようとしたこともある。引きこもりの息子を抱えて悩んでいたが、授業で取り入れているパソコン通信をヒントに対話を持つようになるなど、親子関係は次第に改善されている。

### その他
- 野寺鉄男：的場浩司

暴走族に加入していた過去を持つが、脱退後は中学校の近くで定食屋を経営。学校の体制に反発し、立てこもった生徒達に出前を届けた。
- 野寺ルミ子：横山めぐみ

野寺の妻で共に定食屋を経営。妊娠に戸惑い、夫婦揃って葉子に相談。明るい性格。
- 津田ゆき：久野真紀子

津田の妻。
- ラジオパーソナリティ：伊集院光（声）

第1話で葉子がトラックの運転中に流していたラジオ番組のパーソナリティ。放送中、女子学生からの電話相談に答えていた。

### 3年2組生徒
- 俊介:塚本高史

両親共に蒸発した為、兄と二人暮らし。いじめられた事を理由に不登校になり、家庭訪問をした津田に対して激怒。暴力を振るう。のちに津田の私服登校提案に賛成し、実行。
- 勇次:白根大輔

普段は保健室学習だが、神田により教室に連行された時にはパニック障害による過呼吸を引き起こし、仮病呼ばわりをされる。他生徒から試験時に不正行為をさせられるといういじめを受ける。
- 翔太:赤木深州

答案用紙の正誤が勇次とまったく変わらなかった事などから、葉子に勇次いじめの首謀者と見抜かれる。
- 祐太朗:木下竜

杏子に嗾されて、本田を襲撃した1人。
- 正芳:反田孝幸

義務教育に疑問を抱き、試験の時しか登校しないが、成績はトップクラスで「学校の宝」として教頭に利用されそうになる。試験終了後に他生徒からのいじめのターゲットになる。普段は少年野球のコーチなどをしている。
- 今西:前嶋洋人

授業参観日、学校に反感を抱いた事から所持していたガスボンベを意図的に落下させる。のちに繁華街でガス吸引をしていたところを神田に目撃され、重傷を負わされる。
- 勝也:野田吉行

父に反発した事から愛の家に転がり込み、焼き鳥屋を手伝った事が元で両親の離婚騒動と自身へのいじめを招いてしまう。家に帰りにくくなり、学校に寝泊まりしていたのを葉子に目撃され、彼女のアドバイスで旅立つが、帰還した途端に再びいじめられる。
- 寛太:竹内勇人

普段はおとなしいが、母の恋人の所在を認める為の儀式と称して、女子の制服を着用して登校したことがある。
- 三塚:原功一

素行に問題があるが、誤字だらけのラブレターを落として張り出された時には周囲を和ませている。
- 近藤:井上孝幸

いじめグループの1人。
- 内大輔
- 景山幸一
- 倉橋:大里要二

学級委員。表では良い顔をしているが、裏でいじめグループを操っている。
- 森田繁治
- 小川俊樹
- 杏子:河野由佳

女子生徒のいじめ首謀者で、男子数人に本田をレイプするように命じたことがある。虚言癖を持つ。
- 菜々:増田裕子

陸上部に所属し活躍。成績も上位だが、援助交際に手を出している事を日記に書き綴り、母を心配させる。
- 小百合:高橋歩

援助交際をしており、100万円近い預金を見つけた母が葉子らに相談。開き直った上に「今に自分の過ちを思い知ることになる」と諭した葉子を振り切って走り去る。
- 松本美樹
- はづき:坂田めぐみ

レイナとベル友だが、誤解からトラブルに巻き込まれる。犬を飼っている。
- レイナ:後藤聡子

ポケベルの番号を変更した途端に嫌がらせをされるが、のちに真実を知ってはづきと和解。
- 天野聖子
- 漆野友美
- 小沢由香里
- 金巻英美
- 菊池夕陽
- 制野美奈
- 田辺絢美
- 保富菜那子
- しおり:森田智美

津田にレイプされそうになったと偽の証言をして、教頭を驚かせる。

## スタッフ
- 脚本：鎌田敏夫、畑嶺明 ※連名クレジット
- プロデュース：堀川とんこう、中川善晴
- 演出：堀川とんこう、大木一史、鈴木早苗、横井直行
- 主題歌：「BURN」THE YELLOW MONKEY

## 放送日程
| 各話                                                      | 放送日        | サブタイトル                         | 演出         | 視聴率 |
| --------------------------------------------------------- | ------------- | ------------------------------------ | ------------ | ------ |
| 第1話                                                     | 1997年 7月4日 | 帰って来た女教師                     | 堀川とんこう | 13.1%  |
| 第2話                                                     | 7月11日       | カッターナイフ                       | 大木一史     | 10.9%  |
| 第3話                                                     | 7月18日       | のぞかれた保健室                     | 鈴木早苗     | 12.6%  |
| 第4話                                                     | 7月25日       | 襲われた女教師                       | 大木一史     | 13.8%  |
| 第5話                                                     | 8月1日        | 愛と体罰                             | 鈴木早苗     | 13.8%  |
| 第6話                                                     | 8月8日        | 援助交際                             | 横井直行     | 11.0%  |
| 第7話                                                     | 8月15日       | ファーストキス                       | 大木一史     | 12.1%  |
| 第8話                                                     | 8月22日       | 裏切ったベル友                       | 鈴木早苗     | 16.1%  |
| 第9話                                                     | 8月29日       | 90000人の不登校                      | 横井直行     | 13.2%  |
| 第10話                                                    | 9月5日        | ひとりだけの反乱！女子制服で登校     | 大木一史     | 13.3%  |
| 第11話                                                    | 9月12日       | 占拠された教室 私服登校の勇気        | 鈴木早苗     | 13.2%  |
| 最終話                                                    | 9月19日       | 学校ストレス爆発！さようなら葉子先生 | 横井直行     | 14.6%  |
| 平均視聴率13.1%（視聴率は関東地区・ビデオリサーチ社調べ） |               |                                      |              |        |

## エピソード
- 金曜9時枠の番組スポンサーである花王が、ドラマ内で暴力的、また卑猥な描写が登場することから、提供クレジットを自粛している（ただし、番組スポンサーを降板しているわけではない）。
- 主演の浅野温子、仲村トオルは『あぶない刑事』シリーズでの共演経験があるが、このドラマの翌年に公開された『あぶない刑事フォーエヴァー THE MOVIE』パンフレットのインタビューにおいて、仲村は「先生（職員室）を演っている時は「あぶ刑事」の話はしなかった。そこでは共演したことはなかったことにしようみたいな雰囲気で、お互い触れちゃいけない過去って感じで（笑）。全然作品が違うからそういうの引きずっちゃうと演りにくい。だからこっち（あぶ刑事）の現場に入ってからは逆に先生の話をしていない」と語っている。